# Ferdy the Ant
Ferdy The Ant (em Portugal: Os Amigos de Ferdy ou simplesmente Ferdy) foi uma série de televisão infantil com duas séries. Originalmente, a primeira série foi transmitida entre 1984 e 1985 e a segunda série em 1996. 

## Origem
A formiga foi criada pelo autor checo Ondrej Sekor na década de 30 para uns livros. 

## Sinopse
A série retrata as aventuras de uma formiga com amizade e sentido de aventura, com os seus leais amigos insectos. 

## Televisão
Alemanha
Na Alemanha, passou entre 1984 e 1985 na SWR Fernsehen
 Portugal
Em Portugal, estreou na RTP em 1985, na dobragem alemã com legendas em português. Mais tarde, a RTP transmitiu a segunda série no início dos anos 2000, com dobragem portuguesa. 

## VHS
Em 1986, os episódios selecionados da dupla de Harmony Gold USA English da série receberam uma pequena versão da VHS nos EUA. Toda a série foi lançada em DVD na República Checa em 2003.  
Em Portugal, houve uma comercialização de uma coleção de VHS no início da década de 2000, que juntava vários outros desenhos animados, como "A Abelha Maia", "Heidi", "Dartacão", entre outros.  